# Thatta
Thatta o Thatto (en urdu: ٹھٹہ, en sindhi:ٺٽو) es una ciudad histórica de 22.000 habitantes en la provincia pakistaní del Sindh, cerca del lago Kalri, el más grande del país. Los principales monumentos de Thatta han sido declarados Patrimonio de la Humanidad por la Unesco. Debido a su cercanía a Karachi, la ciudad recibe gran cantidad de visitantes.

## Historia
La ciudad, que antiguamente dominaba el delta del río Indo, fue la capital del Bajo Sindh desde el siglo XIV. En 1592 cayó bajo la dominación del Imperio Mogol de Delhi. La ciudad cayó en el olvido a partir de 1739, cuando fue cedida a Nadir Sah de Persia
En 2010 sufren las mayores inundaciones de la historia poniendo en peligro la ciudad por el desbordamiento del río Indo al ceder uno de sus diques.

## Monumentos
Entre los monumentos de Thatta destaca la mezquita de Shah Jahan (también llamada de Shahjehani y de Badshahi), construida por el emperador mogol Sha Jahan entre 1647 y 1649, cubierta de tejas vidriadas. La mezquita tiene 101 cúpulas y está construida de manera que la voz del imán alcanza todos los rincones del edificio sin la ayuda de altavoces.
También cabe citar las tumbas de Jam Nizamuddin, y de varios gobernadores tarjanes y oficiales mogoles. En la cercana colina de Makli se encuentra una antigua necrópolis que contiene miles de tumbas.